# 米格尔·德拉马德里
米格爾·德拉馬德里·乌尔塔多（西班牙語：Miguel de la Madrid Hurtado；西班牙語發音：[miˈɣel de la maˈðɾið uɾˈtaðo]；1934年12月12日—2012年4月1日）是墨西哥的政治家，從1982年至1988年擔任墨西哥總統，所屬革命制度黨。2012年4月1日死於肺氣腫引發的併發症。